# Systèmes de retraite en Europe

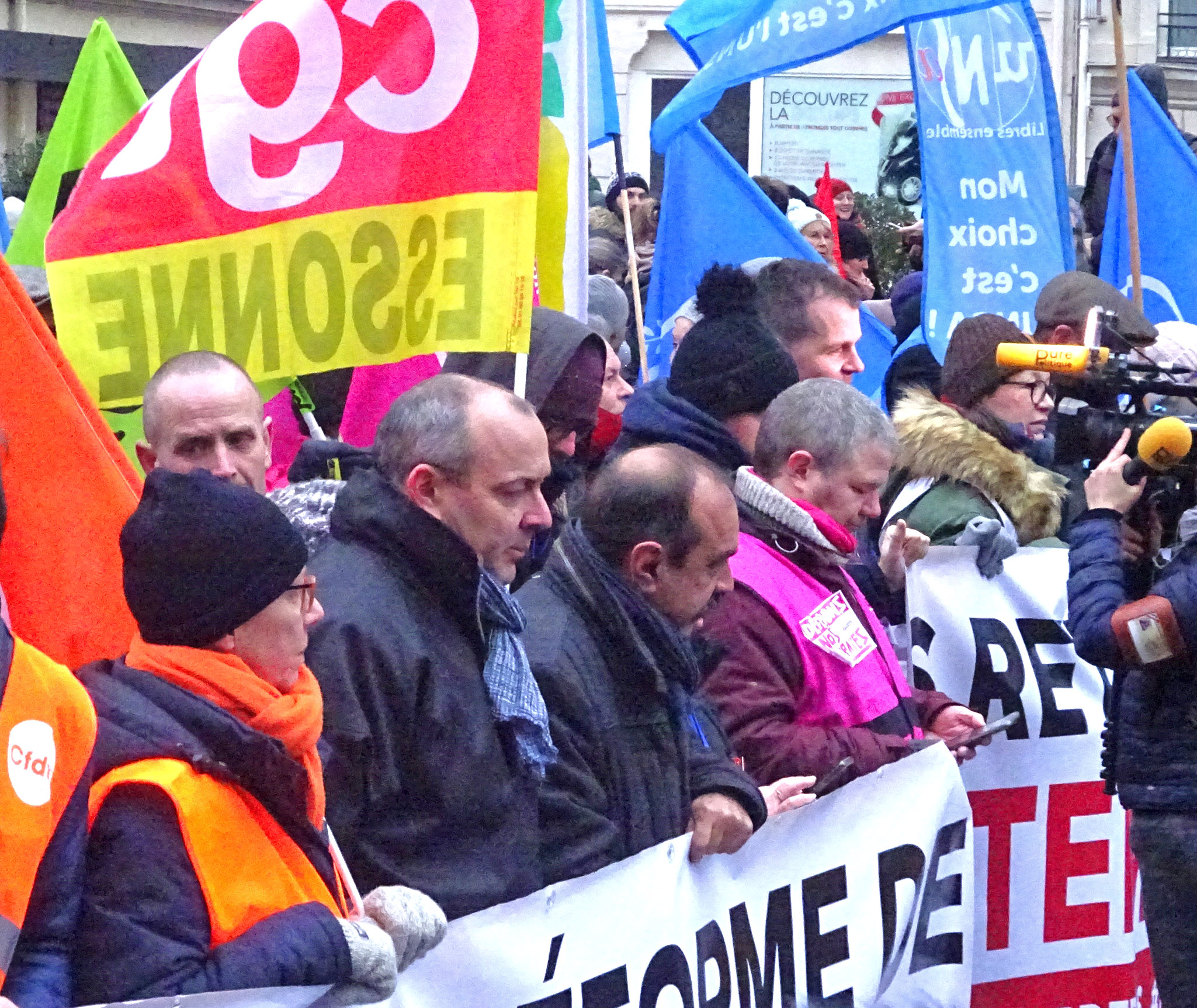
Manifestation intersyndicale à Paris, le 19 janvier 2023 lors du Mouvement social contre le projet de réforme des retraites en France de 2023.

Les systèmes de retraite de type répartition en Europe sont tous confrontés à la réduction du nombre de naissances et à l'allongement de l'espérance de vie, qui se traduisent, entre autres, par moins de cotisants pour plus de pensionnés, même dans un contexte de chômage historiquement bas et de forte reprise de la croissance économique pour la plupart d'entre eux.
L'inquiétude est particulièrement forte en Italie et en Allemagne : dans les années 2000 l'arrivée à la retraite de la génération baby-boom de l'après 1945 y avait jusqu'ici moins pesé qu'en France ou en Espagne, selon une étude de la Fondation Robert Schuman en 2003, mais ce facteur ne joue plus car ces deux pays ont en plus un déficit de jeunes cotisants, pour avoir expérimenté une natalité plus faible qu'ailleurs depuis une trentaine d'années.

## Histoire, les modèles bismarckien et beveridgien
- Le premier modèle, dit bismarckien, organise une solidarité horizontale entre les travailleurs, financée sur les salaires et par une participation des employeurs. Le système est géré par des organismes indépendants de l'État, notamment les syndicats de salariés.

- Le second modèle, dit bevéridgien, est une redistribution verticale par l'État, financée par l'impôt, assurant à tous des droits. Le taux de remplacement est calculé sous conditions de situation (revenus, résidence, etc.).

Les pays d’Europe du Nord (Danemark, Finlande, Suède), Pays-Bas, Royaume-Uni appliquent le modèle beveridgien adossé à des fonds d'investissement gérants des actifs totaux d'un montant compris entre 100% et plus de 200% du PIB du pays considéré et prenant « plus ou moins en compte » les autres revenus, sans « lien avec les revenus perçus au cours de la carrière professionnelle ». Le reste de l'Europe (Allemagne, Autriche, France) applique le modèle bismarckien : le taux de remplacement dépend des cotisations et n'est soumis à aucune condition de ressources.
De nombreux pays ont plafonné la retraite versée par le système public. Dans le système de retraite aux Pays-Bas, elle est calculée en fonction du salaire minimum : un couple de retraités a par exemple la garantie de recevoir 100 % du salaire minimum, ce qui favorise les bas revenus et les personnes vivant en couple.

## Comparaisons impossibles ou risquées

### Des réalités pas comparables
En France, le gouvernement et Geoffroy Roux de Bézieux, président du Mouvement des entreprises de France (Medef), ont pour habitude « de répéter que la France est le pays européen où on part le plus tôt à la retraite », mais en réalité le chiffre de « l’âge de départ recoupe des réalités diverses » et pas comparables, a constaté en février une enquête transversale du quotidien français Le Monde, en concluant que « les contrastes d’un pays à l’autre sont si forts qu’il en devient risqué de ne prendre qu’un élément pour comparer les pays ».
Dès 2010, le quotidien La Croix citait l'économiste Henri Sterdyniak, chercheur à l'Observatoire français des conjonctures économiques(OFCE) et signataire  du Manifeste d'économistes atterrés, un manifeste publié par un groupe d'économistes hétérodoxes, soulignant qu'en France, où plus de la moitié des salariés partent à 60 ans et plus d'un sur six à 65 ans, "l'âge mis en avant est l'âge légal, en dessous duquel on n'a pas le droit de partir, alors que, dans les autres pays, où "les départs sont plus échelonnés", c'est l'âge où on peut partir à taux plein", qui dépend de nombreux paramètres.
La Croix soulignait alors que si les "partisans et adversaires de la réforme des retraites de l'époque  rivalisent d'argumentaires fondés sur les exemples étrangers", ils le font de manière erronée et simpliste, voire trompeuse, en "comparant souvent des données incomparables".
Lors de l'examen de la réforme des retraites en France en 2010 par l'Assemblée nationale, débute ainsi une "bataille des comparaisons internationales", l'opposition répondant au ministre du travail Éric Woerth, chargé de la réforme 2010, bataille qui « n'a pas déserté l'hémicycle depuis le début des débats » le 7 septembre 2010, et pendant les cinq jours suivants. Éric Woerth s'appuie sur le fait que l'âge d'ouverture des droits à la retraite, de 65 ans au Royaume-Uni comme aux Pays-Bas, doit passer progressivement à respectivement 68 ans et 67 ans. Mais Marisol Touraine, principale oratrice du PS lui répond alors vigoureusement que 65 ans est en France "l'âge de départ sans décote !".
Marisol Touraine observe alors que "l'âge effectif", auquel les salariés quittent le marché du travail est de 61,5 ans en France comme en Espagne, et de seulement 62 en Allemagne, contestant ainsi l'argument d'Éric Woerth. La raison est qu'un salarié allemand peut partir avec 35 annuités de cotisation contre 41 en France.
Ceci pouvant, en partie, s'expliquer par le fait que chaque citoyen Allemand crée en moyenne chaque année et tout au long de sa vie 7300€ de richesses de plus que son homologue Français (chiffres de 2021). Ce chiffre est obtenu en comparant le PIB par habitant de ces deux pays. Le PIB par habitant allemand est ainsi supérieur de 17% au PIB par habitant français. Corrélativement les 41 annuitées francaise sont supérieures de 17% au 35 annuitées allemandes.
Les systèmes de décote-surcote incitant à la prolongation d'activité étant différents, d'un pays à l'autre, ils ont des conséquences sur l'échelonnement plus ou moins grand, d'un pays à l'autre, de l'âge réel, dit aussi effectif, de départ.
En Finlande, les départs peuvent ainsi varier entre 63 et 68 ans, d'autant que de "nombreux dispositifs permettent dans les faits des départs plus précoces" que les 68 ans de l'âge légal. L'Allemagne relevait à l'époque son âge du taux plein de 65 à 67 ans d'ici à 2029, mais en offrant aux salariés qui ont 45 années de cotisation la possibilité d'y échapper, et même l'option de partir dès 63 ans, moyennant une décote de 3,6 % par année de retraite gagnée, à condition d'avoir au moins 35 années de cotisation. Parmi les nombreuses exemptions, celles qui permettent en Autriche aux chômeurs de partir à 62 ans et aux salariés des métiers pénibles à 60 ans. S'y ajoutent les options sur mesure pour les carrières longues, permettant des départs entre 57 et 62 ans.
Le taux de remplacement varie, lui, fortement, d'un pays à l'autre mais les comparaisons sont impossibles aussi, car le complément venant d'une retraite par capitalisation varie beaucoup d'un pays à l'autre.
Selon le journaliste spécialisé et conférencier François Charpentier, le taux de fécondité plus élevé en France assure une plus grande sécurité démographique que chez ses voisins, expliquant que les relèvements d'âge n'ont pas été les mêmes.

### Âge de départ à taux plein oublié
Attentives à ces différences, l'Organisation de coopération et de développement économiques (OCDE), se base dans ses études sur l’âge de départ à taux plein, appelé aussi « âge normal de la retraite », plus que sur « l'âge légal ».
L’écart souvent cité entre les 62 ans de l’âge légal en France et les 67 ans en Allemagne ne reflète pas la réalité des âges de départ, en moyenne 63 ans en Allemagne et 65 ans en France. Dans des pays comme le Luxembourg, l'Autriche ou l'Allemagne, la majorité des salariés prennent leur retraite avant l’âge légal de départ, alors qu’en France, en Suède ou en Grèce, c'est nettement après, pour bénéficier des surcotes et éviter les décotes élevées.

### Panachage entre systèmes de répartition et capitalisation
Comparer est aussi rendu difficile car « tous les pays européens ont un système de retraite par répartition panaché de capitalisation, à des degrés variables ». La France est une « exception » car la seule à « fonctionner totalement par répartition » à l'exception notable des fonctionnaires qui bénéficient, en plus, d'un plan de retraite par capitalisation, le RAFP, et du PREFON pour les enseignants, ce qui fait aussi que la part des dépenses publiques dans le PIB en France est plus élevée qu'ailleurs. Dans des pays comme le Royaume-Uni et les Pays-Bas, « les sommes gérées par des fonds de pension ou des caisses de retraite privées pèsent pour plus de la moitié dans les dépenses totales de retraite ».
Dans ces deux pays a par ailleurs été créé un mécanisme « fortement redistributif », le forfait de base, somme minimale versée aux retraités, quel qu'a été le niveau de leur salaire, qui est en 2023 de 928 euros/mois pour un retraité britannique et 1 300 euros/mois  pour un Néerlandais.

### Différences dans les systèmes de décotes et surcote
Les différences dans les systèmes de décotes et surcotes sont très importantes d'un pays à l'autre. Dans certains comme la France, où elles sont très agressives, les salariés préfèrent travailler plus longtemps, soit pour être sûrs d'obtenir une retraite complète, soit pour augmenter le niveau de leur future pension.
La France est aussi le pays qui a l'âge le plus tardif pour avoir un départ à taux plein (67 ans), devant l’Allemagne (65 ans et 11 mois en 2023, évoluant jusqu’à 67 ans en 2030). Dans certains pays, il n'existe pas du tout:  au Royaume-Uni, par exemple, la retraite n’est pas versée complètement tant que la durée de cotisation requise n'est pas effectuée. Aux Pays-Bas, il ne faut pas seulement une durée de cotisation mais aussi une durée de résidence dans le pays.
Dans son rapport 2020, le Conseil d’orientation des retraites (COR) a souligné que "dans de nombreux pays, l’âge moyen pour avoir droit à sa retraite est inférieur à l’âge moyen de sortie du marché du travail", notamment pour les femmes, en raison "de la poursuite d’activité, y compris à temps partiel". En France au contraire, un droit à la préretraite permet d'arrêter de travailler avant.

## Principales différences

### Âge «légal» peu significatif, car de nombreuses dérogations
Dans beaucoup de pays, le relèvement de l'âge légal de départ à la retraite s'accompagne de larges dérogations, qui rendent ce chiffre peu significatif. Du coup, « les systèmes sont peu comparables », selon l'économiste hétérodoxe, Henri Sterdyniak, chercheur à l’Observatoire français des conjonctures économiques car "en France, l’âge mis en avant est l’âge légal, en dessous duquel on n’a pas le droit de partir, alors que, dans les autres pays, c’est l’âge où on peut partir à taux plein ».
- En Espagne, le gouvernement veut aussi porter l'âge minimum de départ à 67 ans, mais 35 années de contribution[10] suffiront pour obtenir une retraite à taux plein[11].
- En Autriche, la retraite à taux plein est 65 ans mais les chômeurs peuvent partir à 62 ans, les carrières longues entre 57 et 62 ans, les salariés des métiers pénibles à 60 ans, selon l'économiste hétérodoxe Henri Sterdyniak[8], chercheur à l’Observatoire français des conjonctures économiques[9].

- En Italie, un système de départ à la retraite anticipée dit « pension d’ancienneté » permet de partir dès 35 ans d’ancienneté sans condition d’âge ni de décote. Dans ce systėme de pension d'ancienneté la durée de cotisation prend alors le pas sur l'âge « légal ».

- En Allemagne, une retraite anticipée a été prévue pour les chômeurs, les assurés de longue date, les femmes, et les handicapés[12]. Pour les autres, il sera toujours possible de partir à 63 ans avec 35 ans de cotisation) et une décote pour années manquantes[13] limitée[14] et nettement inférieure (7,2 %)[15] à celle appliquée en France pour quelqu'un qui partirait à 63 ans avec 35 ans de cotisation (25 % de décote). Cette disposition fait dire à de nombreux économistes que l'âge de départ avec une retraite à taux « quasi-plein » restera en Allemagne de 63 ans, alors qu'en France, un départ à 63 ans et 35 ans de cotisation se fera souvent avec une décote pour années manquantes considérable, de 25 %.

En Allemagne, Italie, Espagne et Belgique, l'âge légal de départ est assortie d'une possibilité de départ anticipé.
Si l'on tient à effectuer une comparaison, il est plus pertinent de la faire sur la base des paramètres suivants: âge minimal de départ en retraite, possibilitées de départ anticipé, influence du nombre d'années de cotisation sur la retraite de base et sur les régimes complémentaires, niveau des décotes éventuelles en fonction du nombre d'années d'anticipation, âge d'obtention automatique d'un taux plein de retraite de base, qui est en France de 67 ans, proche de celui d'autres pays européens, les retraites complémentaires n'étant la plupart du temps pas concernées.
En Allemagne, en Autriche ou encore aux Pays-Bas, les partenaires sociaux jouent un rôle décisif, tandis qu'en Suède et des autres pays nordiques, l’État décide, mais seulement après avoir mis en place une commission parlementaire pluraliste et attendu que tous les partis soient d’accord.
En France, la réforme de 1982 a abaissé l'âge de départ en retraite de 65 ans à 60 ans. Ensuite rapports alertant sur le déséquilibre financier ainsi créé et réformes se sont succédé en 1983, 1986, 1987, 1989, 1991, 1993, 1994, 1996, 1997, 1998, 1999, 2000, 2003, 2007, 2010 et 2013, tous les ans ou presque jusqu'à la réforme de 2023. Tous les paramètres du système de retraite ont été réformés, taux de cotisation, durée de cotisation, ralentissement de l'augmentation des pensions, âge de départ en retraite, décotes, prise en charge de plus d'un tiers des retraites non plus par des cotisations mais par l'impôt (CSG)...Les réformes les plus faciles telles que les augmentations de cotisations ont été prises par accord entre les partenaires sociaux. La couverture des retraites par l'impôt a écorné le principe de la retraite par répartition, sans que cet accroc au système ne soit même relevé dans le débat public.  Les réformes les plus impopulaires telles que l'allongement de la durée du travail n'ont pas trouvé de consensus politique ou entre partenaires sociaux et furent imposées par la puissance publique sans pédagogie claire sur la stratégie , ni pilotage de long terme.
La retraite moyenne des femmes est inférieure de 41 % à celle des hommes, ce qui fait que les inégalités entre les femmes et les hommes sont plus accentuées après 65 ans et que le faible taux d’emploi des salariés plus âgés a perduré

#### Dérogations pour invalidité
La proportion d'une génération qui peut bénéficier d'une dérogation pour le seul critère d'invalidité, appréciée sur critères médicaux, est de 4 % en France, 10 % au Royaume-Uni, 13 % aux Pays-Bas et 16 % au Danemark.

### Des durées de cotisation minimum qui varient fortement d'un pays à l'autre
En France, la réforme de Jean-Marc Ayrault de 2013 prévoit de relever à l'horizon 2025 la durée de cotisation à 43 ans après que celle d'Éric Woerth l'a fait passer à 41 ans et trois mois[réf. nécessaire]. En comparaison, 30 annuités sont exigées en Angleterre qui bénéficie même pour son régime de base servi par l'état du fait que les deux tiers des ressources nécessaires pour assurer le versement des pensions sont apportés par le revenue des placements d'un fonds de pension investi sur les marchés financiers, 35 en Allemagne, Belgique et Espagne, ou 36 en Italie. La Grèce prévoit de passer de 37 à 40 ans de cotisation,.
Même en cas de durée de cotisation identique, les pensions peuvent être très différentes d'un pays à l'autre, certains pays ayant par ailleurs des retraites par capitalisation importantes.
Vingt ans après la chute du mur de Berlin, la plupart des pays d'Europe de l'Est tentent de réformer leurs systèmes. C'est le cas de la Roumanie où la durée de cotisation est de vingt-sept ans et huit mois pour les femmes, trente-deux ans et huit mois pour les hommes. Elle va grimper, d'ici à 2015, à trente ans pour les femmes, trente-cinq ans pour les hommes.

### Décotes et surcotes
Une décote pour années manquantes, ou pour départ anticipé, réduit le niveau de pension, tandis qu'une surcote l'augmente si est prise plus tard. Ces deux outils incitent à cotiser plus longtemps (d'où plus de ressources) et passer moins de temps à la retraite (d'où moins de dépenses).
La France a été le premier pays, en 1993, à introduire des décote pour années manquantes : 2,5 % par trimestre manquant (10 % par annuité) dans le cadre de la réforme Balladur des retraites de 1993 pour tous les salariés du privé. La durée de cotisations exigée est passée (en dix ans) de 37,5 ans à 40 ans.
La loi de 2003, mise en place par François Fillon, a atténué les effets de la réforme Balladur en ramenant la décote pour années manquantes à 5 % contre 10 % auparavant et en plafonnant le maximum des décotes cumulées à 25 %, total qui reste cependant très supérieur aux décotes prévues dans d'autres pays européens.
Le système de retraite en Allemagne a fixé une décote moins forte qu'en France, à 3,6 % par année manquante par rapport à l'âge légal (65 ans puis 67 ans d'ici 2031 en Allemagne), à condition d'avoir cotisé 35 ans, selon l'économiste Henri Sterdyniak, chercheur à l’Observatoire français des conjonctures économiques. Le système allemand par exemple permet de partir à 63 ans, à condition d'avoir cotisé 35 ans, avec une décote plafonnée à 7 %.

### Poids de la capitalisation

Système principalement :
par répartition à prestations définies (PAYG DB)
par cotisations définies notionnelles (NDC)
par points
privé (privé DB ou NDC)

L'Allemagne, l'Espagne, l'Italie, l'Autriche, la Belgique, la Finlande, la Suède, la Grèce, le Portugal, le Luxembourg et la France fonctionnaient traditionnellement sur un système de répartition[réf. souhaitée]. Les Pays-Bas, le Danemark et l'Irlande cumulent un système de forfait où la pension de retraite est presque la même pour tous à un système important de retraite par capitalisation.
Les réformes pratiquées en Europe ont eu pour effet de diminuer la pension moyenne du système public.
Presque tous les pays européens ont un système de retraite par répartition obligatoire auquel s'ajoute un système de retraite par capitalisation. Plus l'un est développé, moins l'autre l'est. En France, pays où les compléments par capitalisation sont les moins développés, la dénonciation par les syndicats d'un risque de baisse des pensions du système public a déclenché les grèves contre la réforme des retraites.
En Angleterre, les retraites versées par le système public sont d'un peu moins de 1 000€/mois  car existe parallèlement un système privé très développé, les fonds de pension, sous forme de retraite par capitalisation. Le système public comme les systèmes privés complémentaires sont assis sur des fonds de pension qui permettent grâce à leurs investissements financiers d'assurer un niveau de pension similaire à ce que l'on trouve sur le continent mais avec des cotisations beaucoup plus faibles puisque les deux tiers des pensions servies sont couvertes par les revenues des placements ce qui les rend dépendants de la conjoncture économique mais leur permet d'absorber facilement les évolutions démographiques . Ils ont bénéficié de la hausse de la bourse dans les années 1990 et 2010 et 2020, et ont subi la crise de 2008. Le système de retraite aux Pays-Bas est l'un des rares à cumuler un bon niveau de pension du système public et des compléments apportés par des fonds de pension par branches professionnelles.

## Poids du chômage avant la retraite sur la proportion de cotisants
Les efforts entrepris par de nombreux pays européens pour augmenter le nombre de cotisants à la retraite, en relevant l'âge légal de départ, ou celui auquel une retraite à taux plein est possible, se heurtent à un autre problème, l'importance du chômage précédant la retraite.
Le taux d’activité moyen des 55/64 ans est en effet de seulement 40 % dans l’Union européenne (UE) des 15 et il n'est que de 30 % dans les PECO, pays de l’Europe centrale et orientale, amenés à intégrer progressivement l'UE.[Quand ?]
Le recours aux licenciements et aux préretraites amène une partie de la population active à cesser le travail avant de partir à la retraite, le plus souvent contre son gré, ou en échange d'indemnités de départ très incitatives. Ce phénomène est le plus fréquent dans sept pays (Luxembourg, Belgique, France, Italie, Grèce, Autriche et Espagne), qui sont aussi les sept pays où la proportion de personnes de 20 ans à 65 ans ayant un emploi est la plus faible.
« Bon nombre de salariés sont exclus du marché du travail bien avant l’âge de la retraite », ce qui a « des répercussions négatives dans le financement de la protection sociale et des retraites en particulier », selon la CFDT, deuxième syndicat français, qui réclame des mesures pour inciter en France à l'emploi des 55 ans à 60 ans.
Dans son ouvrage Le Capitalisme d'héritiers. La crise française du travail (2006), Thomas Philippon, professeur d'économie à l'université de New York, a observé que l'on quitte en général l'entreprise plus tôt en France, sans forcément en créer une nouvelle, d'où un taux d'inactivité important des plus de 50 ans et découvert que c'est en particulier le cas dans les entreprises familiales, où les perspectives de promotion interne sont plus faibles et la conflictualité plus forte.
|                  | Taux d’emploi des 20/65 ans | Taux d’emploi des 55/64 ans | Âge moyen où cesse le travail | Âge légal de la retraite                       | Écart entre les deux (en années) |
| ---------------- | --------------------------- | --------------------------- | ----------------------------- | ---------------------------------------------- | -------------------------------- |
| Luxembourg       | 66,3                        | 31,7                        | 57,5                          | 65                                             | 7,5 (pour les hommes)            |
| Belgique         | 63,1                        | 32,1                        | 58,1                          | 65                                             | 6,9 (pour les hommes)            |
| France           | 65,8                        | 37,8                        | 58,7                          | 62 et bientôt 64                               | 3,3 ans                          |
| Italie           | 57,9                        | 31,2                        | 60,4                          | 65 (60 p les femmes)                           | 4,6 (pour les hommes)            |
| Grèce            | 64,1                        | 41,6                        | 60,4                          | 65 (60 p les femmes)                           | 4,6 (pour les hommes)            |
| Autriche         | 75,1                        | 30,5                        | 60,9                          | 65 (60 p les femmes)                           | 4,1 (pour les hommes)            |
| Espagne          | 57,9                        | 43,1                        | 61,4                          | 65 ans, 67 ans d'ici 2031.                     | 5,6 ans                          |
| Allemagne        | 71,7                        | 44,9                        | 61,6                          | 65 ans, 67 ans en 2029.                        | 5,4 ans                          |
| Pays-Bas         | 77,2                        | 46,2                        | 61,7                          | 66 ans et 4 mois (va monter à 67, voir 68 ans) | 3,3 ans                          |
| Finlande         | 71,5                        | 52,7                        | 62,2                          | 65                                             | 2,8 ans                          |
| Suède            | 80,3                        | 68,9                        | 63,2                          | flexible entre 61 et 67                        | 3,6 ans au maximum               |
| Royaume-Uni      | 79,6                        | 56,8                        | 63,2                          | 65 (60 p les femmes)                           | 2,8 (pour les hommes)            |
| Danemark         | 83,5                        | 59,8                        | 63,6                          | 65                                             | 1,4                              |
| Irlande          | 70,3                        | 51,7                        | 64,3                          | 65                                             | 0,7                              |
| Portugal         | 79,4                        | 43,9                        | 64,5                          | 65                                             | 0,5                              |
| Union européenne | 69,1                        | 50,9                        | 60,5 (ho) ; 59,5 (fe)         |                                                |                                  |

## Équilibre des principaux systèmes nationaux
L'écart entre l'âge légal où l'on peut prendre sa retraite et celui où l'on cesse réellement de travailler, supérieur à cinq ou six ans dans de nombreux pays a entraîné une baisse des niveaux de pension, une bonne partie des salariés préférant prendre une retraite anticipée, même avec une faible pension, plutôt que rester au chômage. Cette diminution des pensions publiques a amené les pays européens à relever encore un peu l'âge légal, pour réaliser plus d'économies, tout en développant des systèmes complémentaires privés, avec des allégements fiscaux.

### Allemagne
Jusqu'en 2010, la retraite anticipée était possible à partir de 63 ans avec 35 ans de cotisation, ou même 60 ans avec 15 ans de cotisation et un an de chômage, ou encore à partir de 60 ans pour les personnes invalides mais disposant de 35 ans de cotisation derrière elles. Entre 1996 et 2007, le gouvernement a déboursé 7,2 milliards d'euros pour financer la retraite anticipée. Pour 50 % de leur temps, les salariés gagnaient 70 % de leur ancien salaire. À cause du nombre élevé de personnes souhaitant bénéficier de la retraite anticipée, le gouvernement a décidé de ne plus financer cette forme de retraite depuis 2010.
L'Allemagne était l'un des pays où la retraite publique était la plus élevée. Le taux de prélèvement obligatoire étant pour cette raison élevé aussi, le gouvernement a décidé de transférer à des assurances privées une partie de la retraite publique, en jouant sur des baisses d'impôt. Les salariés ont été incités à y verser 1 % de leur salaire brut et jusqu'à 4 % en 2008, entraînant l'acceptation d'une baisse de leur revenu. En 2002, 3 millions de salariés sur les 35 millions y avaient souscrit. Le gouvernement en avait espéré trois fois plus. Mais pour ceux qui l'ont fait, la part des retraites complémentaires par capitalisation correspondait déjà à 11 % du total des retraites.
En janvier 2001, une nouvelle loi a réformé le système de retraite en Allemagne, avec une baisse du taux de remplacement, ramené de 70 % à 64 % du salaire moyen d'ici 2030 pour les salariés du privé. Parallèlement, le taux de cotisation à la retraite publique passera de 19 à 22 % d'ici à 2030.

### Espagne
Signé dès 1995 avec les syndicats, le pacte de Tolède a séparé les prestations contributives et les prestations non contributives pour les personnes dans l'incapacité de travailler, qui depuis sont financées par l'État et donc par l'impôt. De ce fait, le système de retraite en Espagne est resté l'un des plus généreux.
La période retenue pour calculer le montant de la retraite a été allongée progressivement de 8 à 15 années de cotisations. Ainsi 15 années de cotisations ouvrent droit à 50 % de la pension, alors qu'une pension à taux plein s'acquiert avec 35 années de cotisations, pour les salariés de l'industrie, du commerce et des services.

### France
Par la réforme Balladur des retraites de 1993, la France a été le premier pays, en 1993, à introduire une décote pour années manquantes : 2,5 % par trimestre manquant (10 % par annuité) pour tous les salariés du privé. La durée de cotisations exigée est passée de 37,5 ans à 40 ans, mais cette décision a été étalée sur dix ans, afin que la baisse des pensions en résultant ne pénalise pas trop la consommation populaire et par ricochet la santé économique du pays.
La loi de 2003 a atténué les effets de la réforme Balladur en ramenant la décote pour années manquantes à 5 % contre 10 % auparavant et en plafonnant le maximum des décotes cumulées à 25 %, total qui reste cependant très supérieur aux décotes prévues dans d'autres pays européens. La surcote a par ailleurs été créée en 2003 afin d'encourager les salariés à cotiser plus longtemps, même si une incitation existe déjà compte tenu fait que le taux de remplacement du régime général est de seulement 50 %, auquel s'ajoutent les prestations des régimes de retraite complémentaire, obligatoires seulement dans le secteur privé.

### Italie
En 1992, les régimes spéciaux ont été mis aux normes du régime général et la période minimum de cotisation est passée de 15 à 20 ans, le calcul de la pension étant désormais effectué sur les salaires perçus pendant toute la vie active et non plus sur ceux des cinq dernières années.
Une deuxième réforme en 1993 a introduit une souplesse dans l'âge de départ à la retraite : il peut varier de 57 à 65 ans, à condition d'avoir cotisé au moins 35 ans. À la suite d'un accord en 1997 entre le gouvernement et les syndicats, il a ensuite été prévu l'alignement du système du secteur public sur celui du privé. Le taux de remplacement de la retraite de base peut atteindre 80 % du salaire, et ce après 40 ans de cotisations, mais dans la plupart des cas, la « réforme Dini », du nom de l'ancien gouverneur de la Banque d'Italie, a avalisé une perte de retraite de l’ordre de 28 % induite par la "réforme Amato", avec une baisse du taux de remplacement à 56,2 % par rapport au 80 % antérieur, pour un départ à 60 ans avec 40 annuités.
La réforme de 1997 a créé une retraite par capitalisation, favorisée par des incitations fiscales. Elle ne concernait que 5 % des travailleurs du privé en 2003, principalement les cadres supérieurs. La loi prévoyait que ce pourcentage passe à 30 % en 2005, avant la crise boursière de 2008.

### Royaume-Uni
- La loi incite à travailler jusqu'à 70 ans[45], par le biais d'une prime équivalente à 32 000 euros.

- Les réformes de 1986 (Social Security Act) et 1995 (Pensions Act)[35], ont allongé la période de calcul du salaire moyen, des 20 dernières années à toute la carrière[46], réduisant les avantages du système de retraite au Royaume-Uni, il est vrai complété par une retraite par capitalisation qui dépend de la performance des placements.

- Depuis avril 2001, toute entreprise de plus de cinq salariés a l'obligation d'instituer des plans de retraite par capitalisation standardisée, concernant tous les salariés de plus de 18 ans embauchés pour plus de trois mois. L'employeur n'est pas tenu d'y contribuer. Ce système ne garantit pas un niveau de retraites précis, et fait dépendre la valeur des pensions des retraités des performances du marché boursier, ce qui a provoqué d'importants problèmes lors de la crise financière de 2008.

### Suède
Dotée de l'espérance de vie la plus élevée d'Europe (84 ans pour les femmes et 77 ans pour les hommes), la Suède a attendu 1999, après un long dialogue social, pour réformer son système de retraite. La pension est depuis calculée sur le revenu moyen de toute la vie active, et non plus sur les 15 meilleures années. Sont aussi prises en compte les années passées à étudier, à effectuer son service militaire ou à s'occuper de jeunes enfants à la maison. La pension dépend du montant des cotisations, mais aussi de l'espérance de vie moyenne lors du départ à la retraite, et de la croissance économique.
La cotisation, partagée entre salariés et employeurs, correspond à 18,5 % du salaire brut : 16 % financent le régime par répartition et 2,5 % un compte individuel de capitalisation. Des plans de formation destinés aux salariés âgés de 40 à 50 ans ont été créés pour leur permettre de rester plus longtemps.
Les Suédois reçoivent chaque année des informations concernant les sommes qu'ils ont versées et des estimations du montant de leur retraite mensuelle qu'ils seront en droit de toucher, sur la base de différentes hypothèses de croissance.

### Suisse
Comme dans tous les pays industrialisés, le système de retraite suisse, basé sur trois piliers mêlant système par répartition et par capitalisation, est au défi de faire face aux changements démographiques en cours. La solidarité intergénérationnelle change de forme et interroge la capacité de l’État à garantir pour le futur une répartition équitable des ressources non plus entre classes sociales, mais aussi entre générations.

### Part des pensions dans le PIB national
La part des pensions dans le PIB national ne mesure pas la qualité d'un système de retraite, mais reflète la démographie, les préférences sociales, et les parts relatives des systèmes publics et des systèmes privés complémentaires de retraite par capitalisation (importante au Royaume-Uni et Pays-Bas par exemple). Cet indicateur doit donc être interprété avec beaucoup de précautions.

p : données provisoires.

r : données révisées.
absence de données
|                       | 2005     | 2006     | 2007     | 2019 |
| --------------------- | -------- | -------- | -------- | ---- |
| Allemagne             | 13,3 (r) | 12,9     | 12,4 (p) | 12,0 |
| Autriche              | 14,3 (r) | 14,1     | 13,8     | 14,1 |
| Belgique              | 11,1 (r) | 11,0     | 10,7     | 12,7 |
| Bulgarie              | 8,0      | 7,6      | 7,3      | 7,5  |
| Chypre                | 6,8      | 6,8      | 6,8 (p)  | 9,1  |
| Danemark              | 11,0 (r) | 10,7     | 10,8     | 12,5 |
| Espagne               | 9,1 (r)  | 9,0 (p)  | 9,0 (p)  | 12,7 |
| Estonie               | 5,9      | 6,0      | 5,9      | 7,7  |
| Finlande              | 11,2     | 11,0     | 10,8     | 13,3 |
| France                | 13,2     | 13,2     | 13,3 (p) | 14,8 |
| Grèce                 | 12,1 (r) | 12,0     | 12,1     | 16,0 |
| Hongrie               | 9,8      | 10,0     | 10,4     | 7,3  |
| Irlande               | 5,0      | 5,0      | 5,2      | 5,0  |
| Italie                | 14,7 (r) | 14,6 (p) | 14,6 (p) | 16,0 |
| Lettonie              | 6,3      | 6,1      | 5,3 (p)  | 7,5  |
| Lituanie              | 6,5 (r)  | 6,3      | 6,6 (p)  | 7,0  |
| Luxembourg            | 9,6 (r)  | 8,6      | 8,2      | 9,3  |
| Malte                 | 9,2 (r)  | 9,1      | 9,1      | 6,5  |
| Pays-Bas              | 12,5 (r) | 12,3     | 12,1 (p) | 12,0 |
| Pologne               | 12,7     | 12,5     | 11,6     | 11,9 |
| Portugal              | 12,7 (r) | 13,0     | 13,1     | 13,8 |
| République tchèque    | 8,4      | 8,3      | 8,2      | 8,4  |
| Roumanie              | 6,2      | 6,0      | 6,4      | 7,8  |
| Royaume-Uni           | 10,8 (r) | 10,8     | 10,5 (p) | :    |
| Slovaquie             | 7,5 (r)  | 7,3      | 7,3 (p)  | 8,3  |
| Slovénie              | 10,3 (r) | 10,3     | 9,7 (p)  | 9,7  |
| Suède                 | 12,4 (r) | 12,0     | 11,8 (p) | 10,8 |
| Union européenne à 15 | 12,3     | 12,1 (p) | 12,0 (p) | :    |
| Union européenne à 27 | 12,2     | 12,0 (p) | 11,8 (p) | 12,7 |